# Niên hiệu Mông Cổ

## Nhà Nguyên
| Niên hiệu                                     | Thời gian bắt đầu và chấm dứt                 | Thời gian sử dụng                             | Ghi chú |
| Nguyên Thế Tổ Hốt Tất Liệt (tại vị 1260-1294) | Nguyên Thế Tổ Hốt Tất Liệt (tại vị 1260-1294) | Nguyên Thế Tổ Hốt Tất Liệt (tại vị 1260-1294) | Nguyên Thế Tổ Hốt Tất Liệt (tại vị 1260-1294)                                                                                               |
| --------------------------------------------- | --------------------------------------------- | --------------------------------------------- | --- |
| Trung Thống (中統/中统)                       | 5/1260—8/1264                                 | 5 năm                                         | |
| Chí Nguyên (至元)                             | 8/1264—1294                                   | 31 năm                                        | |
| Nguyên Thành Tông (tại vị 1294-1307)          |                                               |                                               | |
| Nguyên Trinh (元貞/元贞)                      | 1295—2/1297                                   | 3 năm                                         | |
| Thiên Đức (大德)                              | 2/1297—1307                                   | 11 năm                                        | Tháng 5 năm thứ 11, Nguyên Vũ Tông kế vị vẫn dùng:194—195                                                                                   |
| Nguyên Vũ Tông (tại vị 1307-1311)             |                                               |                                               | |
| Chí Đại (至大)                                | 1308—1311                                     | 4 năm                                         | Tháng 3 năm thứ 4, Nguyên Nhân Tông kế vị vẫn dùng:195                                                                                      |
| Nguyên Nhân Tông (tại vị 1311-1320)           |                                               |                                               | |
| Hoàng Khánh (皇慶/皇庆)                       | 1312—1313                                     | 2 năm                                         | |
| Diên Hữu (延祐)                               | 1314—1320                                     | 7 năm                                         | Tháng 2 năm thứ 7, Nguyên Anh Tông kế vị vẫn dùng:195                                                                                       |
| Nguyên Anh Tông (tại vị 1320-1323)            |                                               |                                               | |
| Chí Trị (至治)                                | 1321—1323                                     | 3 năm                                         | Tháng 8 năm thứ 3, Nguyên Thái Định Đế kế vị vẫn dùng:195                                                                                   |
| Nguyên Thái Định Đế (tại vị 1323-1328)        |                                               |                                               | |
| Thái Định (泰定)                              | 1324—2/1328                                   | 5 năm                                         | |
| Trí Hòa (致和)                                | 2-9/1328                                      | 8 tháng                                       | |
| Nguyên Thiên Thuận Đế (tại vị 1328)           |                                               |                                               | |
| Thiên Thuận (天順/天顺)                       | 9-10/1328                                     | 2 tháng                                       | |
| Nguyên Văn Tông (tại vị 1328-1332)            |                                               |                                               | |
| Thiên Lịch (天曆/天历)                        | 9/1328—5/1330                                 | 3 năm                                         | Nguyên Minh Tông vào năm 1329 phục dụng niên hiệu này:398—399                                                                               |
| Chí Thuận (至順/至顺)                         | 5/1330—10/1333                                | 4 năm                                         | Tháng 8 năm thứ 3, Văn Tông mất, đến tháng 10, Nguyên Ninh Tông lên ngôi vẫn dùng; đến tháng 12, Nguyên Huệ Tông lên ngôi tiếp tục dùng:196 |
| Nguyên Huệ Tông (tại vị 1333-1370)            |                                               |                                               | |
| Nguyên Thống (元統/元统)                      | 10/1333—11/1335                               | 3 năm                                         | |
| Chí Nguyên (至元)                             | 11/1335—1340                                  | 6 năm                                         | |
| Chí Chính (至正)                              | 1341—1370                                     | 30 năm                                        | |

| Niên hiệu                                                                      | Thời gian bắt đầu và chấm dứt                                             | Thời gian sử dụng                                                         | Ghi chú                                                                                |
| Nguyên Chiêu Tông (Ái Du Thức Lý Đạt Lạp, 愛猷識理達臘, tại vị 1370-1378)      | Nguyên Chiêu Tông (Ái Du Thức Lý Đạt Lạp, 愛猷識理達臘, tại vị 1370-1378) | Nguyên Chiêu Tông (Ái Du Thức Lý Đạt Lạp, 愛猷識理達臘, tại vị 1370-1378) | Nguyên Chiêu Tông (Ái Du Thức Lý Đạt Lạp, 愛猷識理達臘, tại vị 1370-1378)              |
| ------------------------------------------------------------------------------ | ------------------------------------------------------------------------- | ------------------------------------------------------------------------- | -------------------------------------------------------------------------------------- |
| Tuyên Quang (宣光)                                                             | 1371—6/1379                                                               | 9 năm                                                                     | Tháng 4 năm thứ 8, Bắc Nguyên Hậu Chủ Thoát Cổ Tư Thiết Mộc Nhi kế vị vẫn dùng:196—197 |
| Bắc Nguyên Hậu Chủ (Thoát Cổ Tư Thiết Mộc Nhi, 愛猷識理達臘, tại vị 1378-1388) |                                                                           |                                                                           |                                                                                        |
| Thiên Nguyên (天元)                                                            | 6/1379—1388                                                               | 10 năm                                                                    |                                                                                        |

## Mông Cương
| Niên hiệu       | Thời gian bắt đầu và chấm dứt | Quân chủ                                                                                 | Thời gian sử dụng | Ghi chú |
| --------------- | ----------------------------- | ---------------------------------------------------------------------------------------- | ----------------- | ------- |
| Cộng Đái (共戴) | 12/1911—6/1915 2/1921—12/1924 | Bát Khắc Đa Cách Căn (博克多格根) Triết Bố Tôn Đan Ba Hô Đồ Khắc Đồ (哲布尊丹巴呼图克图) | 9 năm             |         |